# Topolnica (Majdanpek)
Topolnica (en serbe cyrillique : Тополница) est un village de Serbie situé dans la municipalité de Majdanpek, district de Bor. Au recensement de 2011, il comptait 832 habitants.
Topolnica est officiellement classée parmi les villages de Serbie.

## Démographie

### Évolution historique de la population
| 1948  | 1953  | 1961  | 1971  | 1981  | 1991  | 2002  | 2011 |
| ----- | ----- | ----- | ----- | ----- | ----- | ----- | ---- |
| 1 522 | 1 587 | 1 649 | 1 577 | 1 450 | 1 305 | 1 064 | 832  |

|  |